# 다테보리역
다테보리역(일본어: 竪堀駅)은 일본 시즈오카현 후지시에 있는 도카이 여객철도 미노부 선의 역이다. 상대식 승강장 2면 2선의 구조를 지닌 고가역이다.

## 타는 곳
| 1 | ■ 미노부 선 | 상행 | 후지 방면          |
| 2 | ■ 미노부 선 | 하행 | 미노부 · 고후 방면 |

## 이용 현황
| 연도     | 하루 평균 승차 인원 | 연도     | 하루 평균 승차 인원 |
| 1993년도 | 1,086               | 2002년도 | 893                 |
| 1994년도 | 1,123               | 2003년도 | 864                 |
| 1995년도 | 1,115               | 2004년도 | 888                 |
| 1996년도 | 1,127               | 2005년도 | 901                 |
| 1997년도 | 1,050               | 2006년도 | 925                 |
| 1998년도 | 989                 | 2007년도 | 896                 |
| 1999년도 | 905                 | 2008년도 | 899                 |
| 2000년도 | 897                 | 2009년도 | 939                 |
| 2001년도 | 907                 | 2010년도 | 972                 |
| -------- | ------------------- | -------- | ------------------- |

## 역 주변
- 시즈오카 현립 후지 고등학교

## 역사
- 1926년 3월 8일 : 다테보리 정류장(竪堀停留場)으로서 개업.
- 1927년 11월 5일 : 다테보리역(竪堀駅)으로 개칭과 동시에 승격.
- 1987년 4월 1일 : 민영화에 의해, 도카이 여객철도로 이관.

## 인접 정차역
| 도카이 여객철도 미노부 선 | 도카이 여객철도 미노부 선 | 도카이 여객철도 미노부 선 |
| ------------------------- | ------------------------- | ------------------------- |
| 유노키 후지 방면          | ■ 미노부 선               | 이리야마세 고후 방면      |